# أدريان ألبرت (كيميائي)
أدريان ألبرت (بالإنجليزية: Adrien Albert)‏ هو كيميائي أسترالي، ولد في 19 نوفمبر 1907 في سيدني في أستراليا، وتوفي في 29 ديسمبر 1989 في كانبرا في أستراليا.